# Icebreaker
Icebreaker es un videojuego de acción para Windows, Mac y 3DO. Extraño juego original en donde es un mundo lleno de pirámides, manejas a una pirámide blanca que dispara bolas de fuego y debes limpiar el nivel de otras pirámides. Entre estas pirámides enemigas existen los que están quietos y los que se mueven. No tiene contador de vidas, por lo tanto puedes iniciar todas las veces que se quiera cada vez que se pierde, pero todos los niveles comenzaran bloqueados y se irán desbloqueando a medidas que se vaya avanzando de nivel.
Este juego salió en 1995 como shareware o versión prueba por la mayoría de los CD juntos con múltiples juegos.
Incluye 160 niveles en un juego completo y 7 niveles en un juego Demo. 

## Controles
Se maneja por teclado, con flechas de movimiento en todas direcciones para moverlo y con Ctrl Para disparar.

## Enemigos
Enemigos estáticos:
Pirámide Azul: Se destruye cuando los tocas.
Pirámide Roja: Se destruye cuando les disparas, si lo tocas perdes el juego.
Pirámide Verde: Se destruye cuando los enemigos que se mueven lo tocan. (Es mejor que te sigan y se les cruze las pirámides verdes)
Pirámide de Roca: Tenes que dispararles varias veces para que se destruya.
Enemigos en Movimientos: (Todos te persiguen continuamente)
Pirámide Amarilla: Caminan pausadamente. Se detienen cuando se topan con una pirámide azul o roja.
Pirámide Verde Oscuro: Caminan sin parar. Se detienen cuando se topan con una pirámide rojo o azul. No puede caer en pozos.
Pirámide Verde Claro: Caminan sin parar. Se detienen cuando se topan con una pirámide rojo o azul. No puede caer en pisos fangosos.

## Disponibilidad
Actualmente solo se encuentra disponible en redes P2P donde es diferente al original (Músicas y niveles diferentes) y posee un bug en el que no se puede disparar correctamente las bolas de fuego hacia el lado derecho.
Aunque en el mismo artículo más arriba se explique que se ha salido en un CD junto con otros sharewares, no se encuentra en ningún lado (solo ha salido en viejas revistas) y tampoco no se sabe si alguna vez ha salido una versión original de IceBreaker que funcione perfectamente.
Hay otros juegos diferentes (echos en flash) con el mismo nombre que dificulta mucho más la búsqueda de este juego.
No está disponible en ningún sitio o página de abandonwares.

## Requerimientos
Memoria: 64Mb. (O menos)
Tamaño: ¿??
SO: Windows 95/98.
Placa de Video: Genérico
- Datos: Q5985602